# Agrippina (Händel)
Agrippina, HWV 6, és una opera seria en tres actes de Georg Friedrich Händel, sobre un llibret del cardenal Vincenzo Grimani que alhora era l'empresari del teatre. Composta per a la temporada 1709-1710 del Carnaval de Venècia, l'òpera tracta la història d'Agripina, la mare de Neró, com planeja la caiguda de l'Emperador Romà Claudi i la instal·lació del seu fill com a emperador. El llibret de Grimani, considerat un dels millors que va musicar Händel, és una "comèdia antiheroica satírica", ple de tòpiques al·lusions polítiques. Alguns analistes creuen que reflecteix la rivalitat de Grimani amb el Papa Climent XI.
Händel va compondre Agrippina al final d'una visita de tres anys a Itàlia. Es va estrenar a Venècia al Teatre San Giovanni Grisostomo el 26 de desembre de 1709, i va obtenir un èxit immediat. Des de la seva estrena se'n van fer 27 presentacions consecutives, un fet sense precedents, i va rebre molt bones crítiques. Els observadors van tenir paraules d'elogi per la qualitat de la música, algunes parts de la qual, d'acord amb el costum contemporani, s'havien pres i adaptat d'altres obres, incloent-ne d'altres compositors. Malgrat l'evident entusiasme del públic per l'obra, Händel no va promoure noves posades en escena. Hi va haver produccions ocasionals en els anys posteriors a la seva estrena, però, quan les òperes de Händel va passar de moda a mitjan segle xviii, aquesta i les seves altres obres dramàtiques van ser generalment oblidades.
Al segle xx, l'òpera handeliana va començar un renaixement que, després d'unes produccions a Alemanya, va veure com Agrippina s'estrenava a la Gran Bretanya i als Estats Units. En els últims anys les representacions de l'obra s'han tornat més comuns, amb posades en escena innovadores a la New York City Opera i al London Coliseum el 2007. L'opinió moderna dels crítics és que Agripina és la primera obra mestra de l'òpera de Händel, ple de frescor i d'invenció musical que s'ha convertit en una de les òperes més populars del renaixement continuat de Händel.

## Origen i context

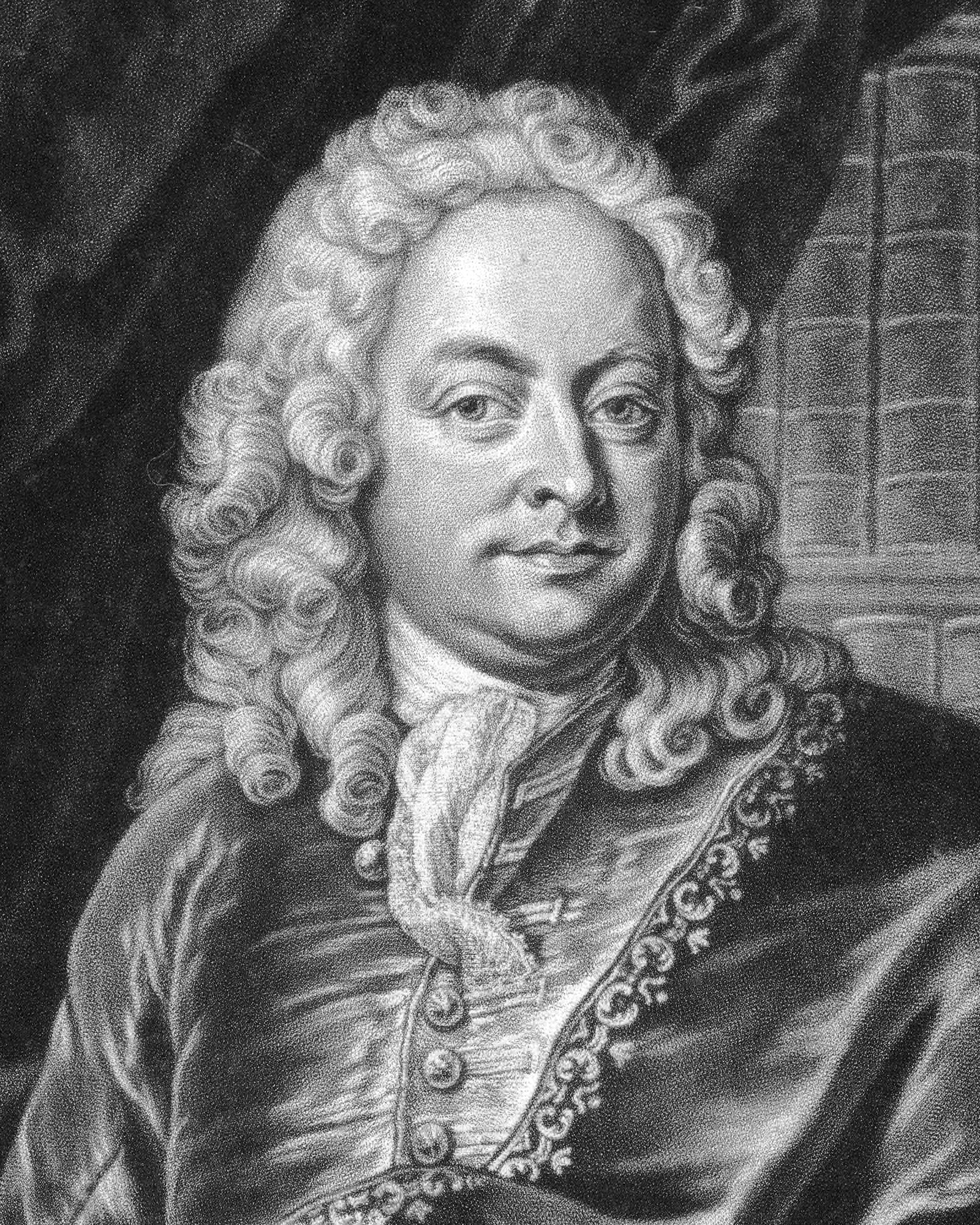
Johann Mattheson d'Hamburg, una influència primerenca en les òperes de Händel

Les composicions d'òpera més antigues de Händel, en l'estil alemany, daten a partir dels seus anys d'Hamburg, de 1704 a 1706, sota la influència de Johann Mattheson. El 1706 va viatjar a Itàlia, on va romandre tres anys, aprenent l'estil italià de la música i el desenvolupament de les seves habilitats compositives. Al principi es va quedar a Florència, on va ser presentat a Alessandro i Domenico Scarlatti, i on la seva primera òpera italiana va ser composta i interpretada. Va ser Rodrigo (1707, amb el títol original Vincer se stesso ê la maggior vittoria), en la qual Hamburg i les influències de Mattheson van romandre prominents. L'òpera no va ser particularment reeixida, però era part del procés d'aprendre a compondre l'òpera a la italiana i de posar música a paraules en italià.
Després de Florència, Händel va estar a Roma, on la representació de l'òpera va ser prohibida per decret papal, i a Nàpols. Va ser capaç de dedicar-se a la composició de la cantata i l'oratori; en aquest moment hi havia poca diferència (a més d'augmentar la longitud) entre la cantata, l'oratori i l'òpera, tots ells basats en l'alternança de recitatiu i l'aria da capo. Les obres d'aquest període inclouen Dixit Dominus, i la cantata dramàtica Aci, Galatea e Polifemo, escrita a Nàpols.
Mentre que fou a Roma, Händel es va familiaritzar amb el Cardenal Vincenzo Grimani, probablement a través d'Alessandro Scarlatti. El cardenal era un distingit diplomàtic que va escriure llibrets en el seu temps lliure, i va actuar com a agent teatral no oficial de les corts reials italians. Va fer de Händel el seu protegit, i li va donar al seu llibret d'Agrippina. S'ha conjecturat que Händel va portar el llibret a Nàpols, on li va posar música. No obstant això, d'acord amb John Mainwaring, primer biògraf de Händel, va ser escrit molt ràpidament després de l'arribada d'aquest a Venècia al novembre de 1709. Aquesta teoria és recolzada pel paper venecià del manuscrit autògraf. Grimani es va cuidar de presentar l'òpera a Venècia, al teatre de propietat familiar, el Teatro San Giovanni Grisostomo, com a part de la temporada del Carnaval de 1709-1710. Una història similar s'havia utilitzat abans, per exemple el 1642 a L'incoronazione di Poppea de Monteverdi, però el llibret de Grimani se centra en Agrippina, un personatge que no apareix a la versió més fosca de Monteverdi. Aquesta va ser la segona òpera italiana de Händel, i probablement la seva última composició a Itàlia.

### Composició
En la composició de l'òpera, Händel va aprofitar de forma considerable la música escrita per als seus oratoris i cantates anteriors i d'altres compositors com Reinhard Keiser, Arcangelo Corelli i Jean-Baptiste Lully. Aquesta era una pràctica comuna en l'època, però en Agrippina és més gran que en gairebé totes les altres grans obres dramàtiques del compositor. L'obertura, una obra en dues parts d'estil francès amb un "emocionant" allegro, i tots menys cinc dels nombres vocals, es basen en treballs anteriors, en molts casos, després d'una adaptació i reelaboració significativa.

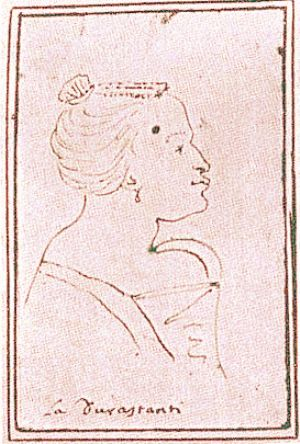
Una caricatura Margherita Durastanti, l'original d'Agrippina, d'entre 1709 i 1712

Alguns exemples del material reciclat inclouen Col raggio placido de Pallas, que es basa en l'ària de Llucifer de La resurrezione (1708), O voi dell'Erebo, que va ser adaptat de l'òpera del 1705 Octavia de Reinhard Keiser. L'ària d'Agrippina Non ho cor che per amarti va ser presa, gairebé tota, de Se la morte non vorrà de la cantata dramàtica anterior de Händel Qual ti reveggio, oh Dio (1707), L'Spererò de Narcissus és una adaptació de Sai perchè d'una altra cantata de 1707, Clori, Tirsi e Fileno i parts de l'ària de Nero del tercer acte Come nube che fugge dal vento són preses del seu oratori Il trionfo del tempo (tots de 1707). Més tard, alguns fragments d'Agrippina van ser utilitzats per Händel a la seva òpera londinenca Rinaldo (1711) i la versió de 1732 d'Acis i Galatea, en cada cas amb pocs o cap canvi. la primera música de Händel que s'hauria escoltat a Londres podria haver estat Non hò che d'Agrippina, adaptada a l'òpera Pirro è Dimitrio d'Alessandro Scarlatti, que es va realitzar a Londres el 6 de desembre 1710. L'obertura Agripina i altres àries de l'òpera van aparèixer en pasticcios representats a Londres entre 1710 i 1714, amb música addicional proporcionada per altres compositors. Ressons de Ti vo' giusta (una de les poques àries compostes específicament per Agrippina) es troben en l'ària He was despised, d'El Messies de Händel (1742).
Dos dels principals papers masculins, Nero i Narcissus, van ser escrits per castrati, les "superestrelles" del seu dia a l'òpera italiana. L'òpera va ser revisada significativament abans i possiblement durant la seva representació. Per exemple, en l'acte III, Händel tenia originalment Otho i Popea cantar un duo, No, no, ch'io non apprezzo, però no estava satisfet amb la música i va substituir el duet per dues àries en solitari abans de la primera actuació. De la mateixa manera, durant els dies que es va representar, l'ària de Popea Ingannata va ser substituïda per una altra de virtuosisme extrem, Per punir chi m'ha ingannata, per reforçar la resolució de Popea recent trobada en aquesta conjuntura de l'òpera o, com es creu més probable, per afalagar Scarabelli tot donant-li una nova oportunitat de mostrar les seves habilitats vocals.
Els instruments de la partitura de Händel foren similars en totes les seves primeres òperes, i consta de dues flautes dolces, dos oboès, dues trompetes, tres violins, dos violoncels, viola, timbals, contrabaixos i clau.

### Llibret
El llibret de Grimani evita el to de "moralització" dels darrers llibrets d'òpera seriosa escrita per mestres reconeguts com ara Metastasio i Zeno. la favorable acollida de l'òpera pot, segons el crític Donald Jay Grout, haver influït molt en l'obra de Grimani en què "la ironia, l'engany i la intriga impregnen les aventures humorístiques dels seus personatges ben definits". Tots els personatges principals, amb l'única excepció del servent de Claudio, Lesbus, són històrics, i les grans línies del llibret es van inspirar fortament en els Annals de Tàcit i Vides dels dotze cèsars de Suetoni. S'ha suggerit que el caràcter còmic i amatori de l'emperador Claudi és una caricatura del papa Climent XI, a qui Grimani es va oposar políticament. Altres aspectes d'aquest conflicte es reflecteixen en la trama: la rivalitat entre Nero i Otho són un mirall del debat sobre la Guerra de Successió Espanyola, en la qual Grimani va donar suport als Habsburg, i el papa Climent XI a França i Espanya.

## Representacions

### Estrena
La data de la primera presentació d'Agrippina, que durant molt temps fou incerta, s'ha confirmat mitjançant un butlletí manuscrit que fou el 26 de desembre de 1709. L'elenc format per alguns dels principals cantants del nord d'Itàlia de l'època, entre ells Antonio Carli en el principal paper de baix, Margherita Durastanti, que havia cantat recentment el paper de Maria Magdalena a La resurrezione del mateix Händel i Diamante Scarabelli, el gran èxit de la qual a Bolonya el 1697 en el pasticcio Perseo va inspirar la publicació d'un llibre de versos elogiosos titulat La miniera del Diamante.
Agripina va esdevenir extremadament popular, i va establir la reputació internacional de Händel. La seva carrera va començar amb 27 actuacions, extraordinàriament llarg per a l'època. El biògraf de Händel, John Mainwaring, va escriure sobre la primera actuació: .. "Al teatre en gairebé cada pausa ressonaven crits de Viva il caro Sassone! ('Visca l'estimat Saxó!'). Estaven atònits de la grandesa i la sublimitat del seu estil, ja que mai havien conegut fins llavors tots els poders de l'harmonia i la modulació tan estretament organitzats i combinats amb tanta força." Majoritàriament les crítiques de l'obra positives. Entre 1713 i 1724 va haver-hi produccions d'Agrippina a Nàpols, Hamburg i Viena, encara que el mateix Haendel mai ¨va reviure l'òpera després de la seva execució inicial. La producció de Nàpols va incloure música addicional de Francesco Mancini.

### Actuacions posteriors
A finals del segle xviii durant tot el XIX, les òperes de Händel van caure en l'oblit, i no es van dur a terme entre 1754 i 1920. No obstant això, quan l'interès per les òperes de Händel van despertar al segle xx, Agrippina va rebre diversos renaixements, començant amb una producció de 1943 a la casa natal de Händel, a Halle, sota la direcció de Richard Kraus a l'Òpera de Halle. En aquesta actuació el paper del contratenor d'Otho, composta per a una dona, es va transformar en un baix acompanyat per corn anglesos, "amb efectes desastrosos sobre el delicat equilibri i la textura de la partitura". La Radio Audizioni Italiane va produir una emissió en viu de l'òpera el 25 d'octubre de 1953, i fou la primera vegada que Agrippina es va poder escoltar fora de l'escenari. L'elenc va incloure Magda László en el paper principal i Mario Petri com a Claudio, sota la direcció d'Antonio Pedrotti.
Una actuació de 1958 a Leipzig, i diverses més posades en escena a Alemanya, precediren l'estrena britànica de l'òpera a Abingdon, Oxfordshire, el 1963. El 1965 es va dur a terme a Ledlanet, Escòcia. El 1983 l'òpera va tornar a Venècia, amb Christopher Hogwood dirigint al Teatre Malibran. Als Estats Units s'estrenà en versió concert el 16 de febrer 1972 a l'Acadèmia de Música de Filadèlfia, però l'òpera representada plenament va ser a Fort Worth, Texas, el 1985. Aquest mateix any va arribar a Nova York, amb un concert a l'Alice Tully Hall, tot i que l'òpera segueix sent descrita en aquesta època com una "raresa genuïna". La representació de Fort Worth va ser seguida ràpidament per altres posades en escena nord-americanes a Iowa City i Boston. L'anomenat "Moviment de Música Antiga", que advoca per actuacions històricament precises del barroc i obres primerenques, va promoure dues grans produccions d'Agrippina el 1985 i el 1991, respectivament. Tots dos a Alemanya, la primera va ser al Schlosstheater Schwetzingen, l'altre al Festival Internacional de Händel de Göttingen.

### Renaixements contemporanis
Hi ha hagut nombroses produccions al segle xxi, incloent una posada en escena "ultramodern" el 2002, del director Lillian Groag a l'Òpera de la ciutat de Nova York. Aquesta producció, restablerta el 2007, va ser descrita pel crític del New York Times com "estranya ... es presenta com una àmplia sàtira, un Springtime for Hitler versió de Jo, Claudi", tot i que les actuacions musicals van ser en general elogiades. Al Regne Unit, la English National Opera (ENO) va organitzar una versió anglesa al febrer de 2007, dirigida per David McVicar, que va rebre una resposta de la crítica en general favorables. Aquestes reposicions recents han utilitzat contratenors en els papers escrits per castrati, com ho va fer la gravació de Gardiner de 1997.
A Catalunya s'estrenà al Gran Teatre del Liceu al 16 de novembre de 2013.

#### Repartiment estrena

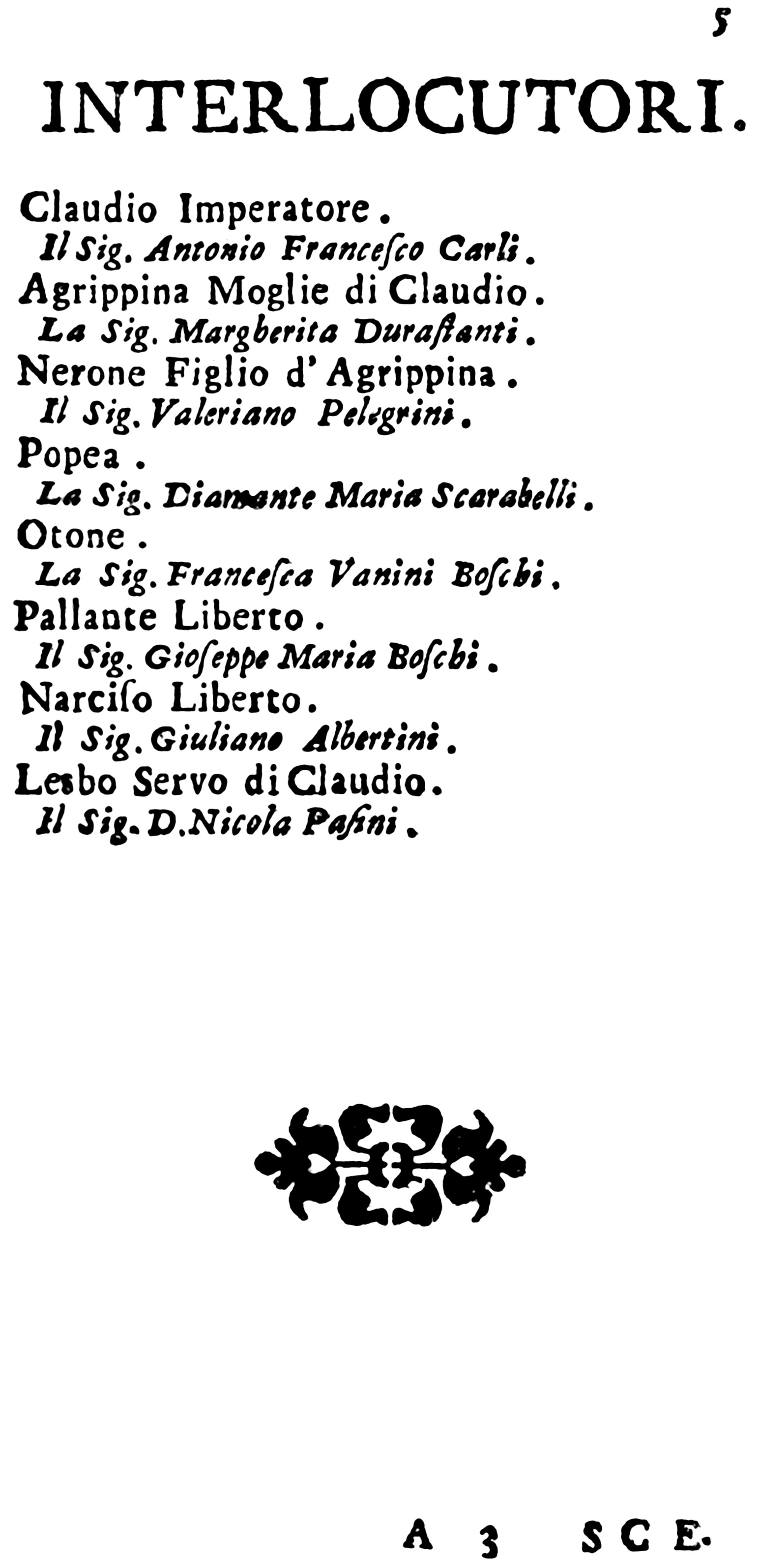
El càsting original per Agrippina, tal com s'anuncia en el moment de la primera producció

| Rol                      | Tipus de veu      | Elenc estrena, 26 de desembre de 1709 (Director: desconegut) |
| ------------------------ | ----------------- | ------------------------------------------------------------ |
| Agrippina                | soprano           | Margherita Durastanti                                        |
| Neró (en italià: Nerone) | soprano castrato  | Valeriano Pellegrini                                         |
| Pallas (Pallante)        | baix              | Giuseppe Maria Boschi                                        |
| Narcís (Narciso)         | contralt castrato | Giuliano Albertini                                           |
| Lesbus (Lesbo)           | baix              | Nicola Pasini                                                |
| Otó (Ottone)             | contralt          | Francesca Vanini-Boschi                                      |
| Popea (Poppea)           | soprano           | Diamante Maria Scarabelli                                    |
| Claudi (Claudio)         | baix              | Antonio Francesco Carli                                      |
| Juno (Giunone)           | contralt          | desconegut                                                   |

## Argument

### Acte primer
Després de rebre la notícia que el seu marit, l'emperador Claudi, és mort, Agrippina conspira per aconseguir el tron per al seu fill Neró, fruit d'un matrimoni anterior. Tot i que Neró no mostra gaire entusiasme, accedeix als desitjos de la seva mare (Con saggio tuo consiglio). Agrippina obté el suport de dos lliberts, Pallas i Narcís, que aclamen Neró com a nou emperador davant del senat.
Amb el consentiment del senat, Agrippina i Neró comencen a ascendir al tron, però la cerimònia és interrompuda per l'entrada de Lesbus, servent de Claudi. Lesbus anuncia que el seu amo és viu (Allegrezza! Claudio giunge!), salvat de la mort per Otó, comandant de l'exèrcit. El mateix Otó confirma la història, i anuncia que Claudi li ha promès el tron com a mostra de gratitud. Agrippina està confosa, fins que Otó li confia en secret que estima la bella Popea més que no pas desitja el tron. Agrippina, conscient que Claudi també estima Popea, veu una nova oportunitat de dur endavant les seves ambicions per Neró. Enganya Popea dient-li que Otó ha pactat entregar Popea a Claudi a canvi del tron. Agrippina aconsella a Popea capgirar els plans d'Otó dient-li a l'emperador que Otó li ha ordenat refusar les atencions de Claudi. Agrippina pensa que això farà desdir-se a Caludi de la seva promesa del tron a Otó. Popea creu l'engany d'Agrippina, i comunica a Claudi la fictícia traïció d'Otó. Claudi marxa enfurismat, mentre Agrippina consola cínicament Popea dient-li que la seva amistat mai serà trencada per l'engany (Non ho cor che per amarti).

### Acte segon
Pallas i Narcís s'adonen que Agrippina els ha enganyat per tal que donin suport a Neró, i decideixen deixar de tenir relació amb ella. Otó arriba, nerviós per la seva propera coronació (Coronato il crin d'allore), seguit d'Agrippina, Neró i Popea, que han vingut per saludar Claudi. Quan aquest entra, tots s'uneixen en un cor triomfal ("Di timpani e trombe"). Cadascun ret tribut a l'emperador, però Otó és rebutjat fredament mentre Claudi el denuncia com a traidor. Otó, molt afectat, cerca el suport d'Agrippina, Popea i Neró, però tots el rebutgen, deixant-lo astorat i desesperat (Otton, qual portenso fulminare seguida de Voi che udite il mio lamento). No obstant, Popea és commoguda pel dolor del seu pretendent, i es pregunta si podria ser innocent (Bella pur nel mio diletto). Elabora un pla, pel qual, fent-se l'adormida, revelarà en somnis a Otó el que Agrippina li ha dit abans. Otó, tal com Popea havia planejat, sent les seves paraules i defensa amb vehemència la seva innocència, convencent a Popea que ha estat enganyada per Agrippina. Popea jura venjança (Ingannata una sol volta), però es distreu quan arriba Neró i li declara el seu amor. Mentrestant, Agrippina ha perdut el suport de Pallas i Narcís, però aconsegueix convèncer Claudi que Otó encara conspira per aconseguir el tron. L'aconsella posar fi a les ambicions d'Otó d'una vegada per totes abdicant en favor de Neró. Claudi, delerós d'estar amb Popea una altra vegada, accedeix.

### Acte tercer
Popea pretén protegir Otó, amb qui s'ha reconciliat, de la ira de Claudi. Amaga Otó al seu dormitori, dient-li que escolti atentament. Aviat arriba Neró per mostrar-li de nou el seu amor (Coll ardor del tuo bel core), però ella el fa amagar també. Llavors entra Claudi, i Popea li diu que ell l'havia entès malament: no era Otó, sinó Neró qui li havia ordenat rebutjar-lo. Per demostrar-li, li diu a Claudi que simuli que se'n va, i llavors fa sortir Neró que, creient que Claudi ha marxat, reprèn el festeig de Popea. Claudi reapareix de sobte, i iradament fa marxar l'avergonyit Neró. Quan Claudi també se'n va, Popea fa sortir Otó del seu amagatall i el dos expressen el seu amor etern en àries separades. A palau, Neró fa particep Agrippina dels seus problemes, i decideix renunciar a l'amor en benefici de la seva ambició política (Come nubbe che fugge dal vento). Però Pallas i Narcís han revelat a Claudi el complot original d'Agrippina, de manera que quan aquesta apressa l'emperador perquè cedeixi el tron a Neró, Claudi l'acusa de traïció. Llavors Agrippina manifesta que tots els esforços per aconseguir el tron per Neró no han estat més que un subterfugi per salvaguardar el tron per Claudi (Se vuoi pace). Claudi la creu, però quan arriben Popea, Otó i Neró, anuncia que Neró i Popea es casaran, i que Otó tindrà el tron. Ningú està satisfet amb aquesta decisió, de manera que Claudi, amb esperit de reconciliació, cambia el seu judici, donant Popea a Otó i el tron a Neró. Llavors convoca a la deessa Juno, que descendeix per beneir els presents (V'accendano le tede i raggi delle stelle).